# .an
an. هو امتداد خاص سابق بالعناوين الإلكترونية (نطاق) domain للمواقع التي تنتمي لجزر الأنتيل الهولندية. لكن بعد حل جزر الأنتيل الهولندية استخدمت الجزر الامتدادات التالية:
| اسم المنطقة               | الامتداد |
| ------------------------- | -------- |
| أروبا                     | .aw      |
| كوراساو                   | .cw      |
| سينت مارتن                | .sx      |
| الجزر الكاريبية الهولندية | .bq      |